# Bénigne Vachet
Pour les articles homonymes, voir Vachet.
Bénigne Vachet, né le 31 octobre 1641 à Dijon et mort à Paris le 19 janvier 1720, est un prêtre catholique et missionnaire qui exerça sa mission en Asie du sud-est et notamment dans le Royaume de Siam et en Cochinchine.

## Biographie
Après son ordination sacerdotale en décembre 1668, Bénigne Vachet entra au séminaire des Missions étrangères de Paris. Il partit le 13 février 1669 pour le Siam où il resta jusqu'en 1673. Il partit ensuite en mission en Cochinchine à Faifo jusqu'en 1680, il y fut chargé par le père Pierre Lambert de La Motte d'une mission diplomatique auprès du roi de Cochinchine, avec des cadeaux : une branche de corail, un miroir de Venise garni d'une pierre d'agate et un réveille-matin en argent. Ces cadeaux impressionnèrent le roi qui invita Pierre Lambert à venir officiellement en Cochinchine et y autorisa sa religion avant de revenir dans le royaume de Siam.
En 1680, la France obtint le monopole du commerce des épices au Siam. Bénigne Vachet fut désigné pour accompagner, en tant qu'interprète, la mission diplomatique siamoise, composée de deux ambassadeurs siamois en 1684. Ils furent reçus au château de Versailles, dans la galerie des Glaces, par le roi Louis XIV. À la suite de cette visite à Versailles, le père Bénigne Vachet était convaincu que le roi du Siam Phra Naï (Narai) pouvait être converti au catholicisme. Louis XIV décida en 1685 d’envoyer une ambassade au Siam, dirigée par le chevalier de Chaumont avec la présence de Bénigne Vachet, de l'abbé de Choisy, du jésuite Guy Tachard, et des ambassadeurs siamois. En 1686, il revint à Versailles lors de la visite diplomatique des ambassadeurs siamois conduits par le prince Kosa Pan.
Bénigne Vachet fut également missionnaire en Afrique, notamment à Alger et finit sa carrière sacerdotale sur l'île Bourbon, avant de revenir en France où il mourut à Paris le 19 janvier 1720.